# Rokan Timur
Rokan Timur is een bestuurslaag in het regentschap Rokan Hulu van de provincie Riau, Indonesië. Rokan Timur telt 1066 inwoners (volkstelling 2010).